# Brancacci

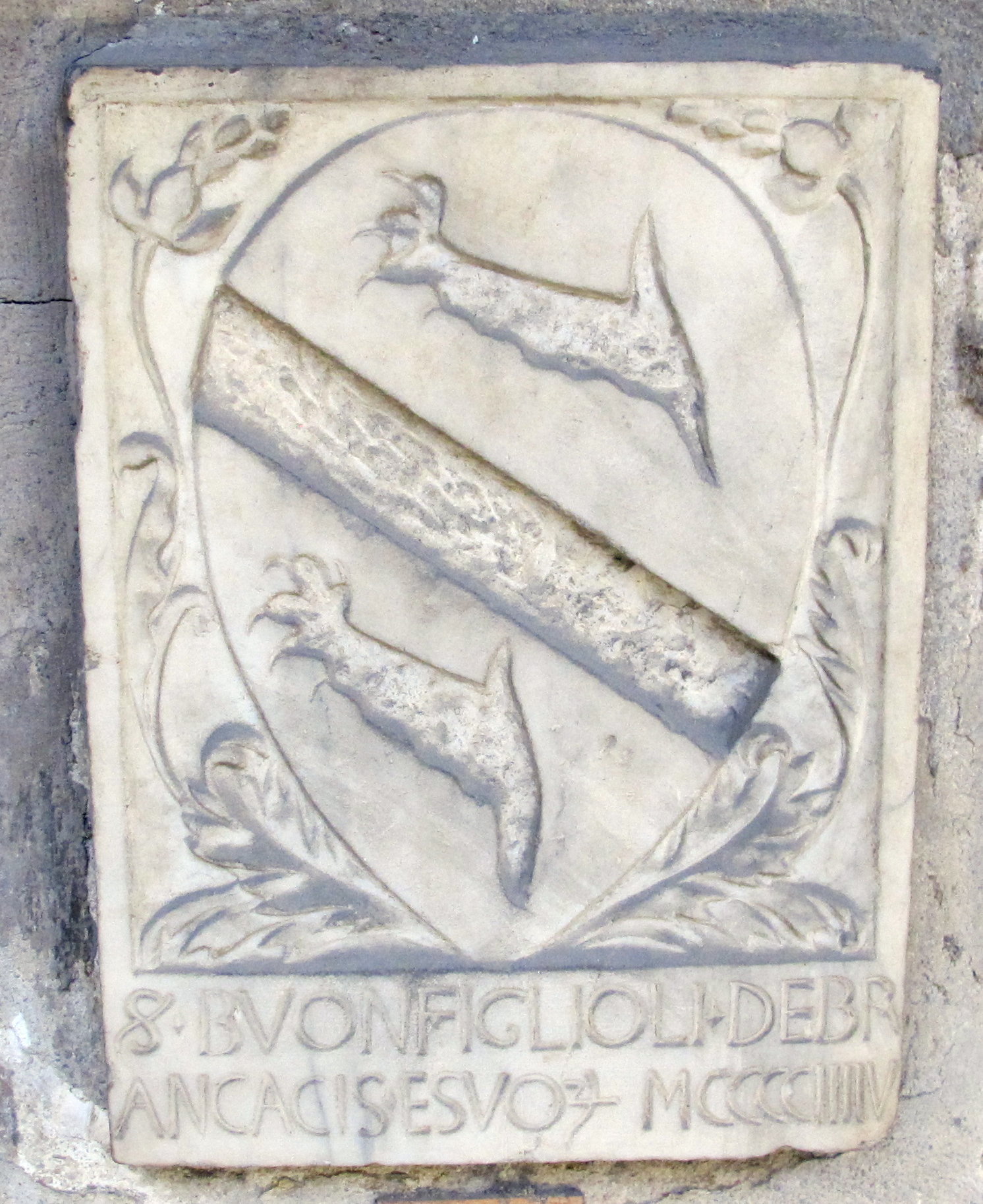
Stemma Brancacci

I Brancacci sono un'antica famiglia patrizia di Firenze.

## Storia familiare

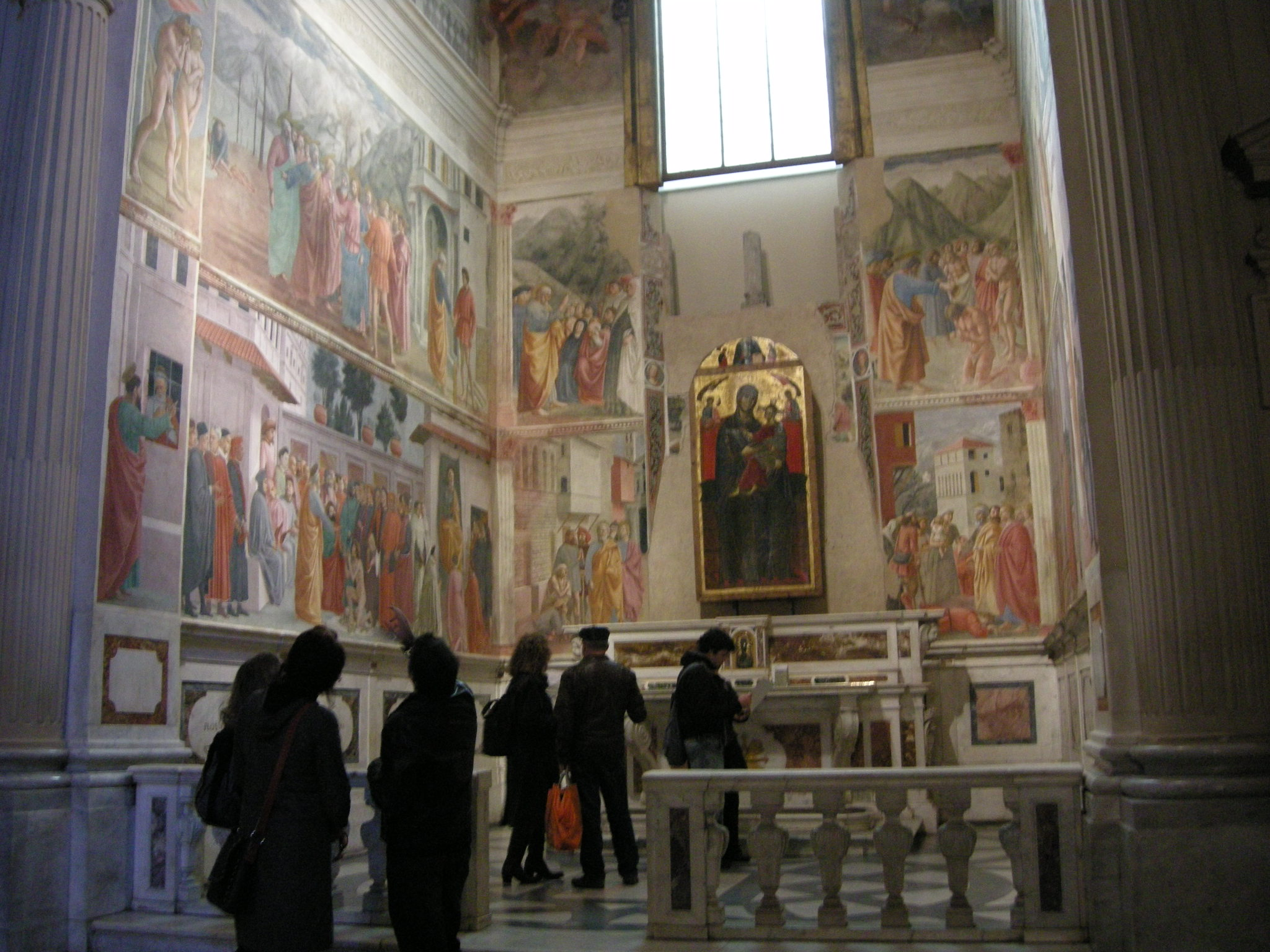
La cappella Brancacci

Arrivati in città a metà del Duecento, erano originari di Brozzi, nella piana fiorentina... Si stabilirono in Oltrarno e si specializzarono nel commercio dei pannilani (panni semilavorati di lana), che importavano in città e poi rivendevano dopo la lavorazione finale a prezzo maggiorato. Agli albori del XIV secolo avevano già raggiunto una situazione familiare stabile e iniziarono ad arrivare le prime cariche politiche: il primo priore risale al 1317, tale Pinnichese di Brancaccio. 
I Brancacci aderirono al partito guelfo, superando la stagione dei gravi conflitti politici. Antonio di Piero di Pievichese Brancacci acquistò il patronato di una cappella in Santa Maria del Carmine nel 1387, quella che poi sarebbe diventata la famosa cappella Brancacci.
Nel Quattrocento la famiglia aveva mutato la sua attività, dopo la crisi del settore della lana, verso la seta, e l'ascesa in ricchezza, importanza politica e prestigio fu costante, avendo il culmine in Felice Brancacci, figlio di Michele e nipote di Antonio, che divenne un importante ambasciatore della Repubblica di Firenze (addirittura in Egitto nel 1422), amico di tutti i più importanti membri dell'oligarchia fiorentina. Fu al culmine del suo prestigio che commissionò a Masolino e Masaccio la decorazione della cappella di famiglia con un ciclo di affreschi sulle Storie di san Pietro, santo legato alla protezione dei Brancacci ed alle contese dell'epoca tra papato e Chiesa ortodossa. Il rilievo sull'altare era invece di Donatello (oggi al Victoria and Albert Museum di Londra). Nel 1431 sposò la figlia di Palla Strozzi, ma pochi anni dopo questa alleanza con gli Strozzi gli costò cara, perché al rientro di Cosimo de' Medici dall'esilio venne cacciato da Firenze. Nel 1458 Cosimo procedette a una dura damnatio memoriae degli avversari, che fece sparire, tra gli altri, tutti gli stemmi Brancacci dalla città.
La cappella di famiglia restò così incompleta e fu solo verso il 1480 che alcuni di loro vennero riammessi in città. In seguito la famiglia si trasferì.

## Stemma

Stemma della famiglia Brancacci

Lo stemma familiare è composta da una banda d'oro, fiancheggiata da due branche di leone d'oro, in campo rosso. Le branche, che richiamavano il nome, erano simbolo in araldica della forza fisica e morale.